# Фуглой
Фуглой (фар. Fugloy) или Фуглё (дат. Fuglø) — самый восточный остров Фарерского архипелага.

## Этимология
Название острова означает «птичий остров» и связано с тем, что большое количество птиц вьют гнезда на утёсах острова. Похожее название имеет остров Фула в архипелаге Шетландских островов.

## География

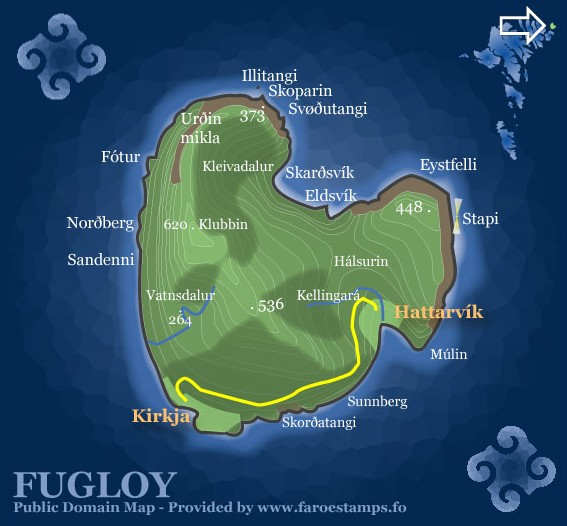
Карта острова Фуглой

Фуглой находится к востоку от Вийоя и к северу от Свуйноя.
Вокруг острова также расположено 23 маленьких островка и скалы. Морская скала Стеапин (фар. Stapin), расположенная на востоке острова, является крайней восточной точкой всего Фарерского архипелага.
На острове расположены следующие горы:
| Название                  | Высота (м) |
| ------------------------- | ---------- |
| Клуббин (фар. Klubbin)    | 621        |
| Эстфедли (фар. Eystfelli) | 449        |

## Население

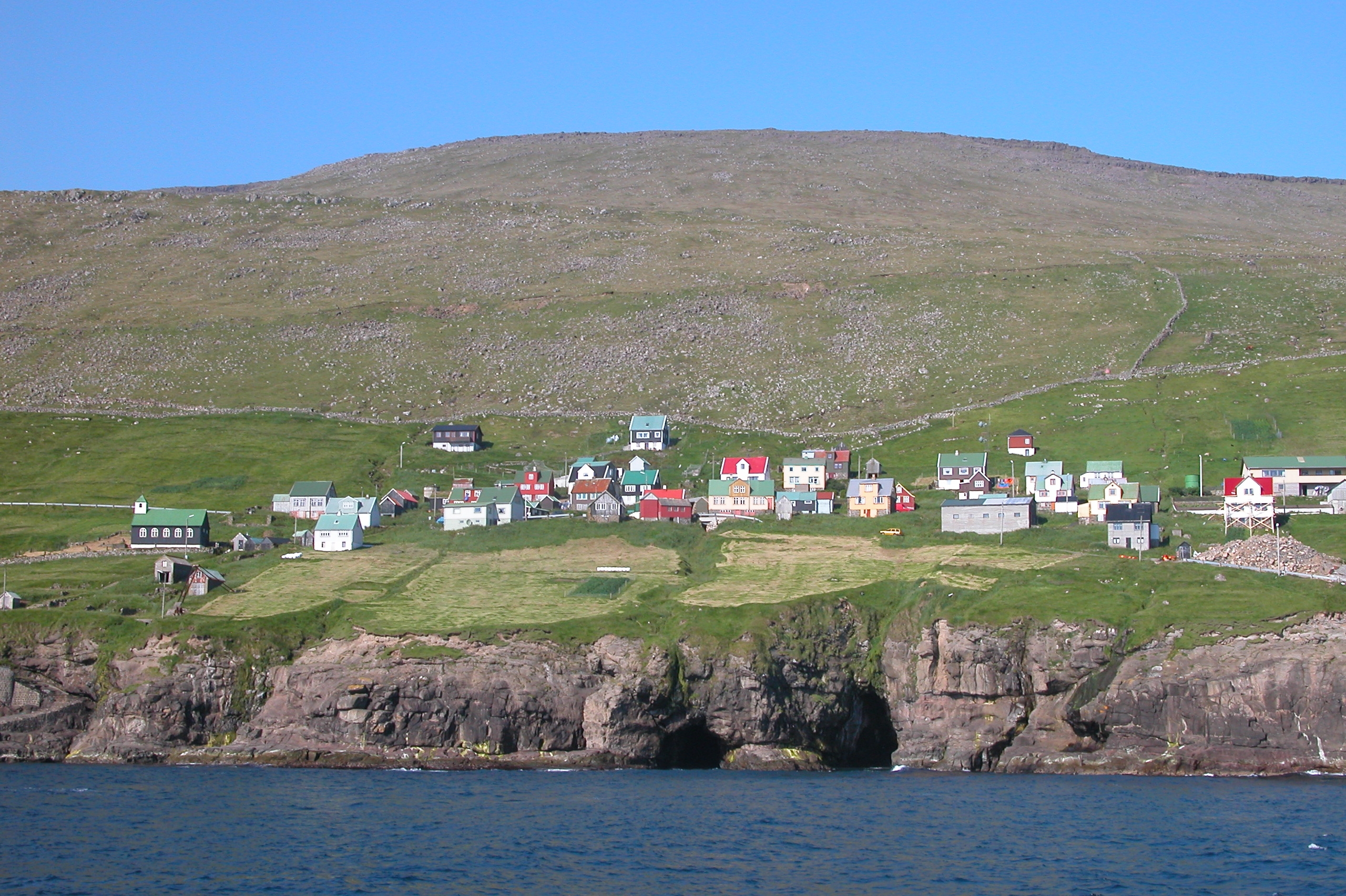
Чирча

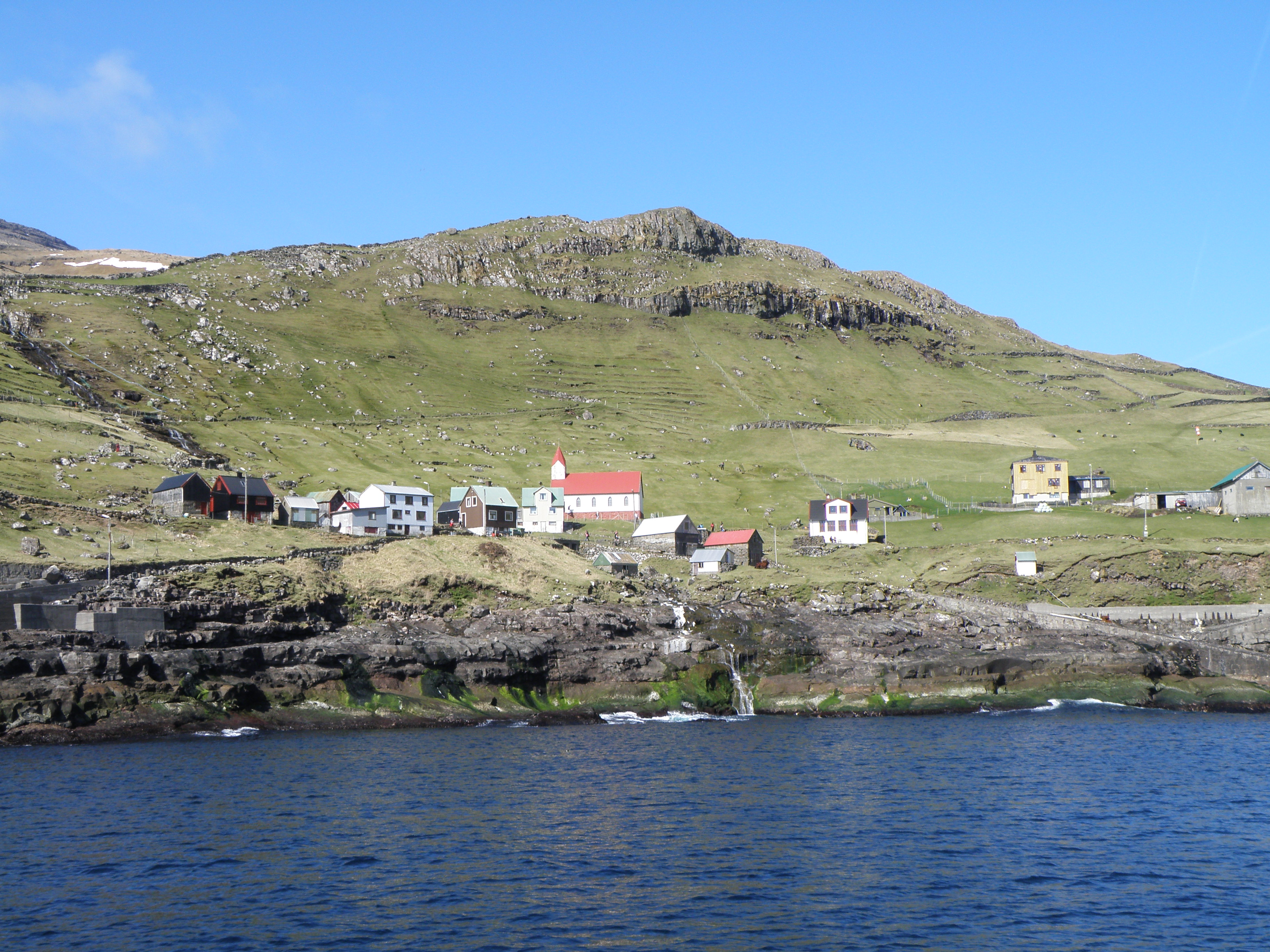
Хаттарвуйк

Административно Фуглой образует одноимённую коммуну и относится к региону Норойар.
На острове находится два посёлка: Чирча на южном побережье острова и Хаттарвуйк на востоке. На 2021 год в Чирче проживает 28 человек, а в Хаттарвуйке — 10.

### Транспорт
До Фуглоя ежедневно (в зависимости от погоды) ходит паром, который отправляется с Вийоя и по пути останавливается на Свуйное. Четыре раза в неделю на острове делает остановку пассажирский вертолёт.

## История
Остров был заселён в эпоху викингов. Хаттарвуйк был основан в 900 году. Впервые Чирча и Хаттарвуйк упоминаются в так называемом «письме о собаках», которое относится ко второй половине XIV века.
Одна из самых известных историй острова — легенда о группе повстанцев (фар. floksmenn; дословно — «разбойники») из Хаттарвуйка, которая в течение долгого времени контролировала северную часть Фарерских островов.

## Фауна
Большая часть побережья острова признана ключевой орнитологической территорией и является важным местом гнездования морских птиц, особенно качурок, кроншнепов, кайр, моевок, тупиков и чистиков.
Фарерский натуралист XVIII века Николаи Мор утверждал, что нашёл на острове яйцо бескрылой гагарки.